# 東京国際クルーズターミナル
東京国際クルーズターミナル（とうきょうこくさいクルーズターミナル、英: Tokyo International Cruise Terminal）は、東京都江東区青海二丁目地先にある客船ターミナル。東京港埠頭株式会社が運営する。晴海客船ターミナルの代替施設として2020年（令和2年）に開業した。

## 概要
晴海ふ頭の晴海客船ターミナルには、国際クルーズ路線に対応した出入国管理設備があるが、レインボーブリッジ（高さ52メートル）によりパナマックスサイズの大型クルーズ客船の寄港が不可能で、品川埠頭、大井ふ頭の貨物用埠頭を利用するクルーズ船もあった。
そのため、東京の新しい海の玄関口として東京オリンピックが開催される2020年開業を目指し、ターミナルビルの建設を決定した。開業時点で岸壁全長は430メートル、1バースでの整備となるが、将来的に680メートルへの延長・2バース化も計画されている。

## 沿革
- 2018年（平成30年）
  - 7月9日：「東京国際クルーズターミナル」の名称を発表[5]。
  - 9月7日：開業日を2020年7月14日と決定し、入港第1船を「スペクトラム・オブ・ザ・シーズ」と発表[6]。
- 2019年（平成31年）3月16日：最寄りのゆりかもめ「船の科学館駅」を「東京国際クルーズターミナル駅」に改称[7]。
- 2020年（令和2年）
  - 6月12日：新型コロナウイルス感染症（COVID-19）流行の影響から、開業の延期を発表（同年9月頃を目途とし、感染症の収束状況から判断）[8]。クルーズ客船の運航も世界的に停止されており、当面寄港の見込みがないとされている[8]。
  - 8月14日：開業日を同年9月10日と決定し、入港第1船を「にっぽん丸」と発表（入港は同年8月26日）[9]。
  - 9月10日：開業[9]。
- 2023年（令和5年）
  - 3月2日：初の外国クルーズ客船として、バハマ船籍で元「飛鳥」だった「アマデア」（ドイツ）が入港[10]。同日に歓迎セレモニーが行われ、小池百合子都知事があいさつした[10]。
- 2024年（令和6年）
  - 11月29日：オリエンタルランドはディズニークルーズの発着拠点を東京港の当施設とすることを発表[11]。同日、東京都とクルーズ船事業で連携協定を結んだ。2028年度の就航を予定している[11]。

## 交通アクセス
- ゆりかもめ「東京国際クルーズターミナル駅」から徒歩8分。

## ギャラリー

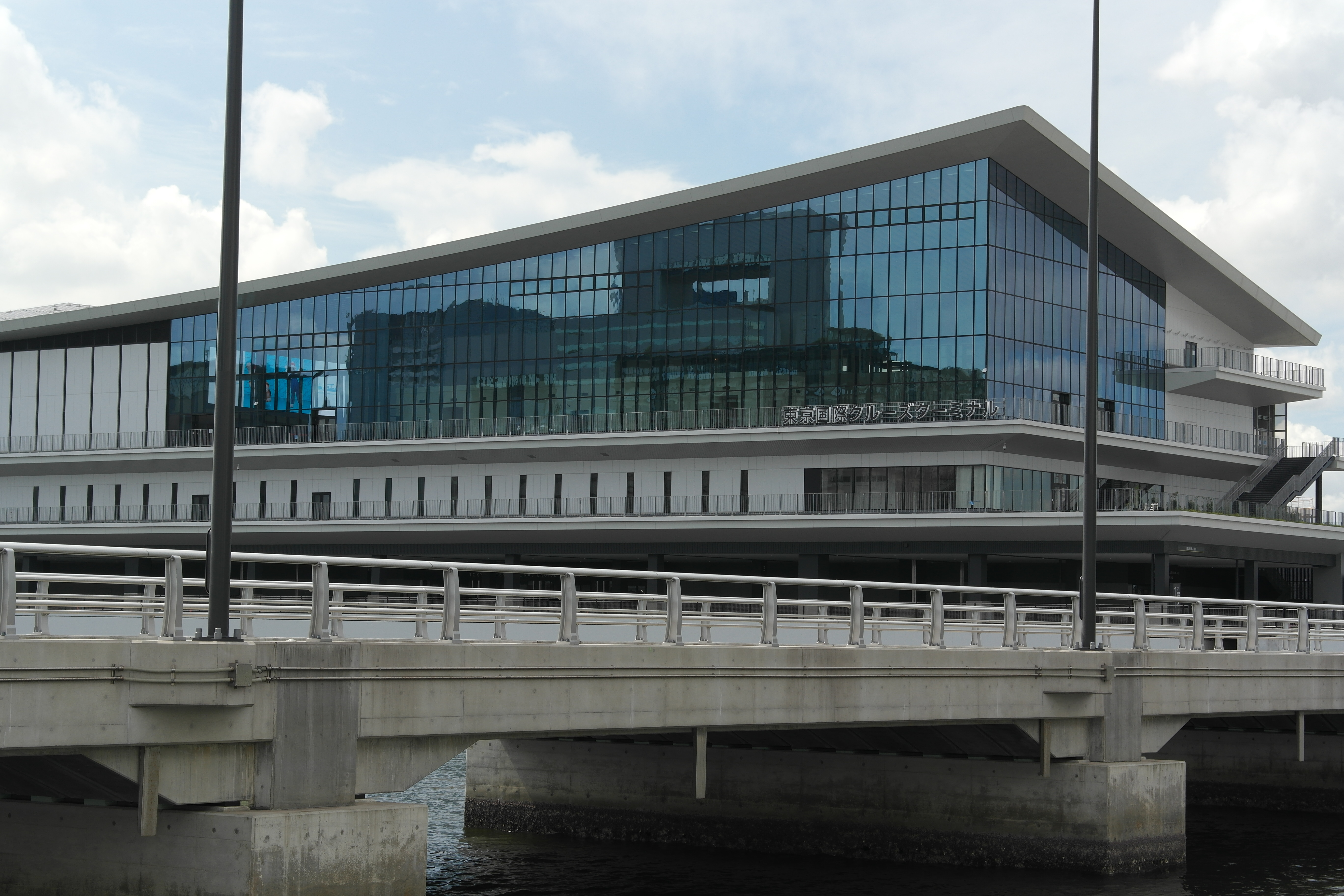
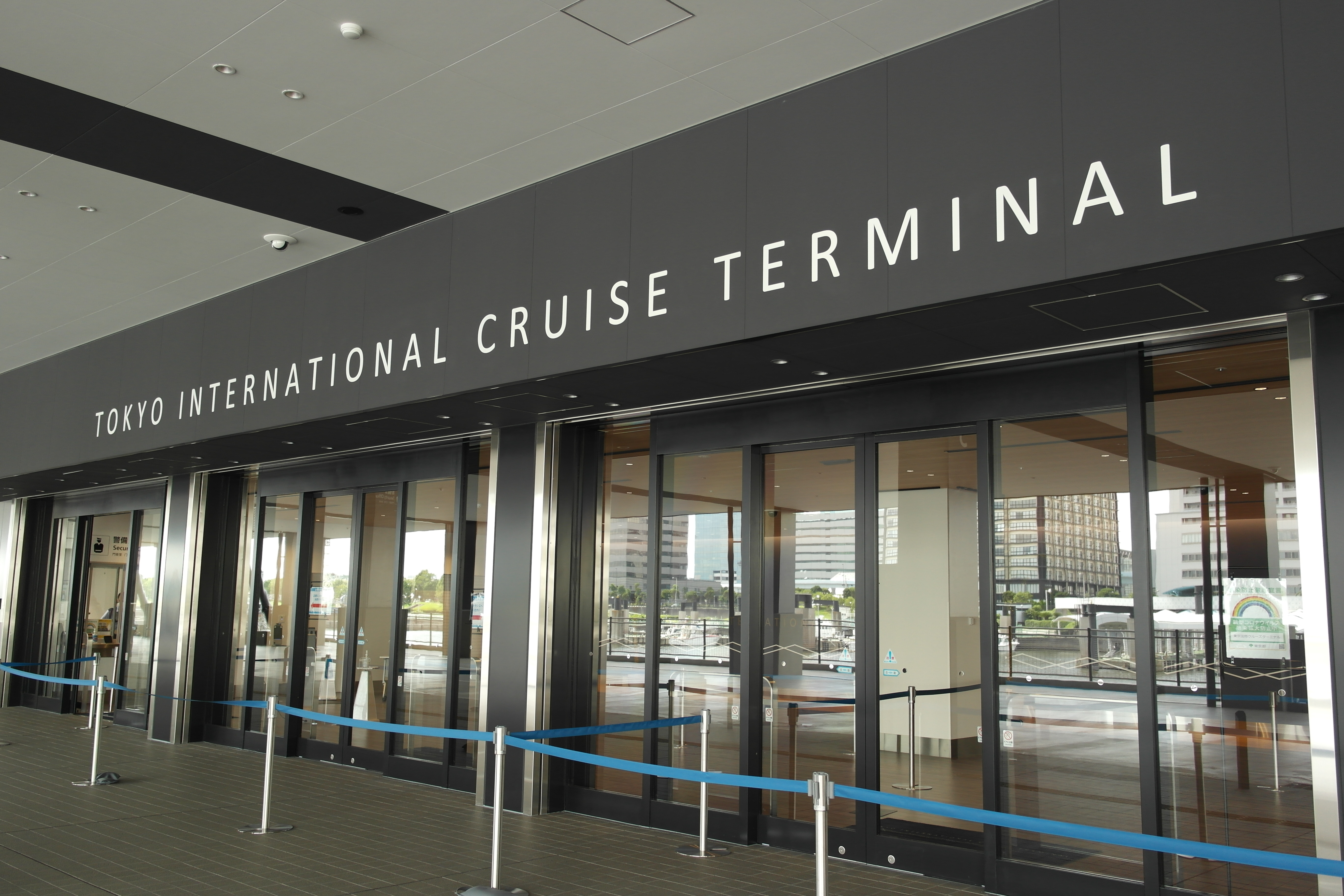
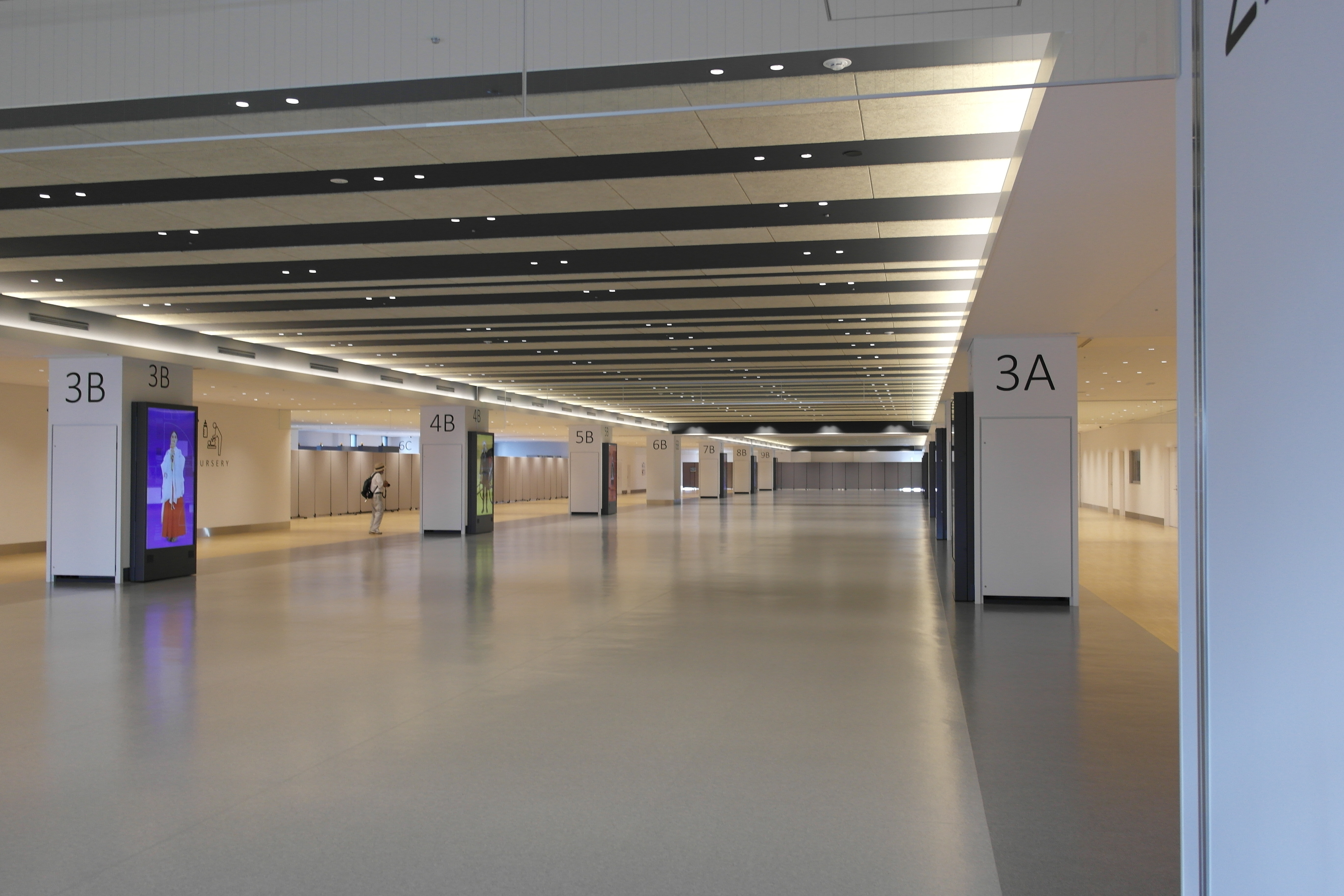
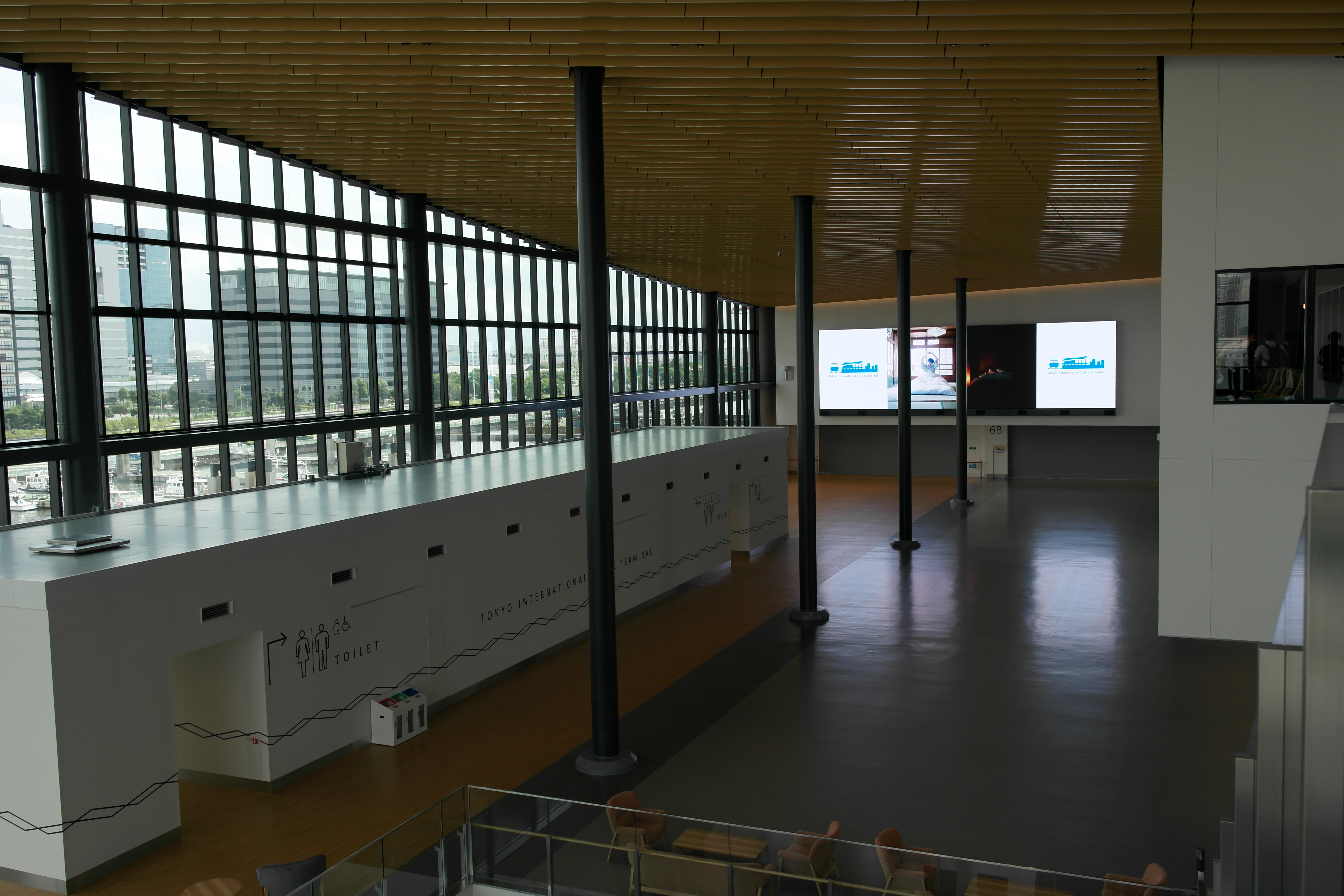